# Метрополитен Урумчи
Метрополитен Урумчи — действующее с 2018 года метро в городе Урумчи, столице Синьцзян-Уйгурского автономного района в Китае. На всех станциях установлены платформенные раздвижные двери.

## История
- В сентябре 2011 года проект метрополитена прошёл экологическую экспертизу.
- В ноябре 2012 года Национальная комиссия по развитию и реформам утвердила план строительства на 2012—2019 годы.
- В марте 2014 года началось строительство 1-й линии.
- В ноябре 2015 года началось строительство 2-й линии.
- В октябре 2016 года Национальная комиссия по развитию и реформам утвердила план строительства на 2016—2021 годы.
- В ноябре 2016 года начался первый этап строительства 3-й линии.
- В марте 2017 года начался первый этап строительства 4-й линии.
- 25 марта 2018 года на северном пусковом участке 1-й линии началась техническая эксплуатация[1].
- 25 октября 2018 года на северном пусковом участке 1-й линии открыто пассажирское движение.

## Линии
- 1-я линия — 27,3 км с 21 станцией.
- 2-я линия — 44,4 км, строится.
- 3-я линия — 23,5 км, строится.
- 4-я линия — 20,7 км, строится.